# Charles Gaines
Charles Gaines,né le 15 octobre 1981 à Houston (Texas) est un joueur de basket-ball professionnel américain. Il mesure 2,03 mètres et évolue au poste d'ailier fort. Il joue actuellement avec le club Maccabi Tel-Aviv.

## Club
- 2004-2005 :  Michigan Mayhem
- 2005 :  Viola Reggio de Calabre
- 2005-2006 :  ASVEL Lyon-Villeurbanne
- 2006-2007 :  Joventut Badalona
- 2007-2008 :  Galatasaray
- 2008-2009 :  Maccabi Tel-Aviv
- 2009-2010 :  Xinjiang Flying Tigers
- 2010-2011 :  Qingdao Eagles
- 2011-2014 :  Shanxi Brave Dragons
- 2014-2016 :  Zhejiang Golden Bulls
- 2017 :  Shaanxi Wolves
- 2018 :  Anhui Oriental Dragons